# Северо-Восточная научная станция
Северо-Восточная научная станция РАН — арктическая научно-исследовательская станция, расположенная в посёлке Черский Якутии.

## Описание

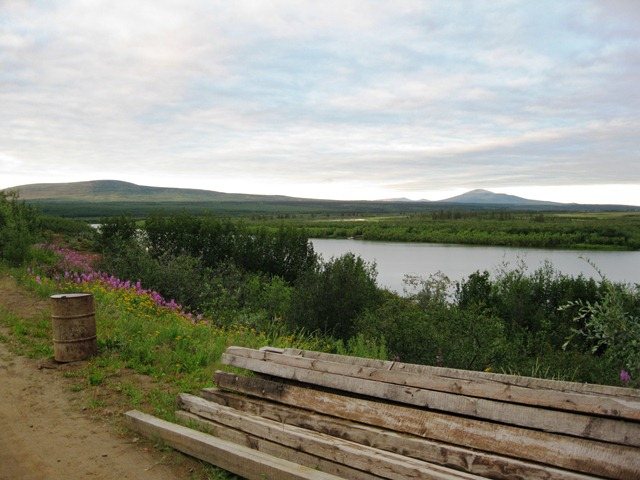
Пейзаж наблюдаемый с Северо-Восточной Научной Станции

Северо-Восточная научная станция используется в качестве круглогодичной базы для международных исследований в области арктической биологии, геофизики и физики атмосферы. На станции также находится администрация Плейстоценового парка — местного экспериментального заповедника дикой природы протяжённостью 160 км².
Дальневосточный федеральный университет планирует открыть на базе научно-исследовательской станции Арктический университетский городок. На станции студенты и молодые учёные будут изучать таяние вечной мерзлоты, выбросы парниковых газов, сохранение гидратов, биоразнообразие, загрязнение земли, атмосферы и окружающих морей, а также другие климатические, биологические и экологические проблемы.
Директором станции является Никита Зимов. Станцию ежегодно посещают около шестидесяти международных исследователей.
Зарплата сотрудников выплачивается головной организацией — Российской академией наук. Сама станция финансируется обществом Макса Планка.